# Mohamed Zougrana
Mohamed Zougrana, est un footballeur burkinabé né le 29 octobre 2001 à Daloa. Il joue au poste de milieu défensif au MC Alger.

## Biographie

### En club
Mohamed Zougrana s'engage au MC Alger pour quatre ans en provenance de l’ASEC Mimosas, lors du mercato estival 2023. Il s'imposera rapidement comme un titulaire indiscutable au sein du club de la capitale. Lors de sa première saison, il remporte le championnat et il est finaliste de la coupe d'Algérie perdu face au CR Belouizdad. 
Ces performances lui ont permis d'être sacré meilleur joueur étranger du championnat algérien de l'année 2024, lors de la cérémonie DZ BEST 2024.

### En sélection
Mohamed Zougrana né en Côte d’Ivoire est éligible avec la sélection ivoirienne. 
Durant la saison 2022-2023, grâce à ses bonnes performances avec l'ASEC Mimosas il est convoqué pour la CHAN 2023 en Algérie. 
En mars 2025, Mohamed Zougrana est convoqué par le sélectionneur du Burkina Faso Hubert Velud, il honorera sa première sélection face à Djibouti où il est buteur lors d’une victoire 4-1 dans les qualifications de la Coupe du monde 2026 avec les étalons.

## Statistiques

### En club
| Saison                | Club                  | Championnat           | Championnat | Championnat | Championnat | Coupe(s) nationale(s) | Coupe(s) nationale(s) | Coupe(s) nationale(s) | Supercoupe | Supercoupe | Supercoupe | Compétition(s) continentale(s) | Compétition(s) continentale(s) | Compétition(s) continentale(s) | Compétition(s) continentale(s) | Total | Total | Total |
| Saison                | Club                  | Division              | M.          | B.          | P.d.        | M.                    | B.                    | P.d.                  | M.         | B.         | P.d.       | Comp.                          | M.                             | B.                             | P.d.                           | M.    | B.    | P.d.  |
| 2023-2024             | MC Alger              | Ligue 1               | 28          | 3           | 2           | 6                     | 1                     | 1                     | -          | -          | -          | -                              | -                              | -                              | -                              | 34    | 4     | 3     |
| 2024-2025             | MC Alger              | Ligue 1               | 22          | 0           | 3           | 1                     | 0                     | 0                     | 1          | 0          | 0          | CAF                            | 8                              | 0                              | 0                              | 32    | 0     | 3     |
| Total sur la carrière | Total sur la carrière | Total sur la carrière | 50          | 3           | 5           | 7                     | 1                     | 1                     | 1          | 0          | 0          | -                              | 8                              | 0                              | 0                              | 66    | 4     | 6     |

### En sélection nationale
| Saison                | Sélection             | Phases finales        | Phases finales | Phases finales | Phases finales | Éliminatoires CDM | Éliminatoires CDM | Éliminatoires CDM | Éliminatoires CAN | Éliminatoires CAN | Éliminatoires CAN | Matchs amicaux | Matchs amicaux | Matchs amicaux | Total | Total | Total |
| Saison                | Sélection             | Compétition           | M              | B              | Pd             | M                 | B                 | Pd                | M                 | B                 | Pd                | M              | B              | Pd             | M     | B     | Pd    |
| --------------------- | --------------------- | --------------------- | -------------- | -------------- | -------------- | ----------------- | ----------------- | ----------------- | ----------------- | ----------------- | ----------------- | -------------- | -------------- | -------------- | ----- | ----- | ----- |
| 2024-2025             | Burkina Faso          | -                     | -              | -              | -              | 2                 | 1                 | 0                 | -                 | -                 | -                 | -              | -              | -              | 2     | 1     | 0     |
| Total sur la carrière | Total sur la carrière | Total sur la carrière | -              | -              | -              | 2                 | 1                 | 0                 | -                 | -                 | -                 | -              | -              | -              | 2     | 1     | 0     |

### Matchs internationaux
Le tableau suivant liste les rencontres de l'équipe du Burkina Faso dans lesquelles Mohamed Zougrana a été sélectionné depuis le 22 mars 2024 jusqu'à présent.

## Palmarès

### Palmarès en club
| ASEC Mimosas (4) | MC Alger (3) |
| --- | --- |
| - Ligue 1 (2) : - Champion : 2022 et 2023 - Coupe de Côte d'Ivoire (1) : - Vainqueur : 2023 - Super Coupe de Côte d'Ivoire (1) : - Vainqueur : 2023 | - Ligue 1 (2) : - Champion : 2024 et 2025 - Coupe d'Algérie : - Finaliste : 2024 - Supercoupe d'Algérie (1) : - Vainqueur : 2024 |